# Reptadeonella hymanae
Reptadeonella hymanae is een mosdiertjessoort uit de familie van de Adeonidae. De wetenschappelijke naam van de soort is voor het eerst geldig gepubliceerd in 1961 door Soule.